# Seznam naselij Istrske županije
Seznam naselij Istrske županije.
Opomba: Naselja v ležečem tisku so opuščena.

## A
Antenal - Antonci, Grožnjan - Antonci, Poreč - Anžići - 

## B
Babići, Kaštelir-Labinci - Babići, Umag - Baderna - Bajkini - Baldaši - Bale - Balići II - Balići - Banjole - Banki - Barat, Kanfanar - Barat, Višnjan - Barban - Barbići - Baredine, Buje - Baredine, Buzet - Barići - Bartići - Bartolići - Barušići - Batlug - Bazgalji - Bačva - Bašanija - Bašarinka - Baškoti - Begi - Belaj - Belavići - Bencani - Benčani - Benčići - Beram - Bertoši - Bibali - Bibići - Bijele Zemlje - Bičići - Blagdanići - Blatna Vas - Blaškovići - Bokordići - Boljevići - Boljun - Boljunsko Polje - Bonaci - Borinići - Borut - Boškari - Brajkovići, Kanfanar - Brajkovići, Pazin - Bralići - Bratovići - Bratulići - Brdo - Breg - Brest pod Učkom - Brest - Brečevići - Brgod - Brgudac - Brig - Brič - Bričanci - Brkač - Brnobići, Buzet - Brnobići, Kaštelir-Labinci - Broskvari - Brovinje - Brtonigla - Brčići, Poreč - Brčići, Tinjan - Bubani - Bucalovići - Buići - Bujarići - Buje - Bukori - Burići - Buroli - Butkovići - Butoniga - Buzet - Bužinija -

## C
Cancini - Cere, Sveta Nedelja - Cere, Žminj - Cerion - Cerjani - Cerovlje - Cokuni - Crklada - Crni - Crveni Vrh - Cukrići - Cunj - Cvitani - Cvitići - 

## Ć
Ćusi - 

## Č
Čabrunići - Čambarelići - Čehići - Čepić - Čepljani - Červar-Porat - Červari - Čiritež - Črnica - Črvar - Čuki - 
Čuši - 

## Đ
Đuba - 

## D
Dajla - Danci - Dane - Debeljuhi - Deklevi - Deklići - Dekovići - Delići - Diklići - Divšići - Dolenja Vas - Dolica - Domijanići - Draguzeti - Draguć - Dračevac - Drenje, Raša - Dubravci - Duga Luka - Duričići - Dvori - 

## E
Erkovčići - Eržišće - 

## F
Fabci - Farini - Fažana - Ferenci - Filipana - Filipi - Filipini - Finida - Fiorini - Flengi - Foli - Forčići - Frančići - Frata - Frnjolići - Funtana - Fuškulin -

## G
Gajana - Galižana - Gambetići - Gamboci - Garbina - Gedići - Glavani - Golaš - Gologorica - Gologorički Dol - Golubići - Gondolići - Gora Glušići - GOrica - Gornja Nugla - Gradina - Gradinje, Cerovlje - Gradinje, Oprtalj - Gradišće - Grandići - Gračišće - Grdoselo - Grimalda - Grobnik - Grožnjan - Grubići - Gržini - 

## H
Heki - Heraki - Hrboki - Hreljići - Hum - 

## I
Ipši - Ivići - 

## J
Jadreški - Jadruhi - Jakačići - Jakići Dolinji - Jakići Gorinji - Jakomići - Jakovici - Jasenovica - Jehnići - Jelovice - Jesenovik - Ježenj - Juradi - Jural - Jurazini - Jurcani - Juricani - Jurićev Kal - Jurići, Poreč - Jurići, Žminj - Juričići - Juršići - 

## K
Kadumi - Kajini - Kaldanija - Kaldir - Kanegra - Kanfanar - Kapelica - Kapovići - Karigador - Karlovići - Karojba - Katoro - Katun - Kavran - Kaštel - Kaštelir - Kašćerga - Kirmenjak - Klarići - Klenovšćak - Klimni - Kloštar - Kmeti - Knapići - Kolumbera - Kompanj - Kontešići - Korelići - Korenići - Korlevići - Koromani - Koromačno - Kosinožići - Kosoriga - Kostanjica - Kostrčani - Kotli - Kovači - Kočići - Košutići - Kožljak - Kožljani - Kraj Drage - Krajcar Breg - Krajići - Kranjci - Kranjčići - Krančići - Krapan - Kras - Krasica - Krbavčići - Krbune - Krculi - Kresini - Kringa - Križanci - Križine - Krkuž - Krmed - Krnica - Krničari - Kropinjak - Krti - Krunčići - Krušvari - Kršan - Kršanci - Kršete - Kršikla - Kršuli - Kuberton - Kujići - Kukci - Kukurini - Kunj - Kurili - Kurjavići - Kućibreg -

## L
Labin - Labinci - Ladići - Ladrovići - Laginji - Lakovići - Lanišće - Lanišće, Kršan - Lazarići - Lašići - Legovići - Lesišćina - Letaj - Letajac - Lindar - Livade - Ližnjan - Loborika - Lovrečica - Lovrin - Lozari - Lupoglav - 

## M
Majkusi - Makovci - Mala Huba - Mali Golji - Mali Mlun - Mali Turini - Mali Vareški - Mandalenčići - Manjadvorci - Marasi - Marceljani - Mareda - Marinci, Buzet - Marići, Kanfanar - Marići, Sveta Nedelja - Markoci - Markovac - Markovići - Martinci - Martinski - Martinčići - Marušići - Maružini - Marčana - Marčenegla - Materada - Matijaši - Matohanci - Matulini - Medaki - Medančići - Medulin - Medveje - Medvidići - Mekiši kod Kaštelira - Mekiši kod Vižinade - Melnica - Merišće - Mihatovići - Mihelići - Milanezi - Milotski Breg - Mičetići - Modrušani - Momjan - Monterol - Montižana - Montovani - Most-Raša - Motovun - Mrgani - Mugeba - Muntić - Muntrilj - Murine - Mutvoran - Mušalež - Mužini -

## N
Nardući - Nedešćina - Negnar - Nova Vas, Brtonigla - Nova Vas, Kršan - Nova Vas, Poreč - Novaki Motovunski - Novaki Pazinski - Novigrad - 

## O
Ohnići - Okreti - Oprtalj - Orbani - Orbanići, Marčana - Orbanići, Žminj - Orihi - Orič - Oskoruš - Oslići - 

## P
Pagubice - Pajari - Pajkovići - Paladini - Pamići - Paradiž - Pavićini - Paz - Pazin - Pengari - Peničići - Perci, Buzet - Perci, Poreč - Peresiji - Perini - Peroj - Peruški - Petehi - Petrovija - Pifari - Pinezići - Pirelići - Pićan - Pješčana Uvala - Plomin - Plomin Luka - Plovanija - Podgaće - Podkuk - Podrebar - Polje Čepić - Polje - Pomer - Poreč - Potpićan - Počekaji - Prapoće - Pračana - Prašćari - Premantura - Presika - Previž - Prhati, Barban - Prhati, Višnjan - Prkačini - Prodani - Prodol - Pršurići - Pucići - Pulj - Puntera - Purgarija Čepić - Pusti - Putini - 

## R
Rabac - Radetići - Radini - Radići - Radmani - Radovani - Radoši Kod Višnjana - Radoši Kod Žbandaja - Rafaeli - Rajki, Barban - Rajki, Sveti Lovreč - Rakalj - Rakotule - Rakovci - Rapavel - Raponji - Ravni - Račice - Račički Brijeg - Račja Vas - Raša - Rašpor - Rebići - Režanci - Rim - Rimnjak - Ripenda Kosi - Ripenda Kras - Ripenda Verbanci - Rogovići - Rogočana - Rojci - Rojnići - Rovinj - Rovinjsko Selo - Roč - Ročko Polje - Rošini - Roškići - Rudani - Ružići, Poreč - Ružići, Sveta Nedelja - 

## S
Salakovci - Salambati - Salež - Santalezi - Savudrija - Seget - Selca - Selina - Seljaci - Semić - Senj - Sinožići - Sirotići - Skitača - Skvaranska - Slum - Smolići - Smoljanci - Snašići -   Sovinjak - Sovinjska Brda - Sovinjsko Polje - Sošići - Srebrnići - Stanica Roč - Staniši - Stanišovi - Starići - Stepčići - Strana - Stranići Kod Lovreča - Stranići Kod Nove Vasi - Strpačići - Sušići - Sv. Petar u Šumi - Sveta Katarina - Sveta Lucija - Sveta Marija na Krasu - Sveta Marina - Sveti Bartoč - Sveti Bartul - Sveti Donat - Sveti Ivan, Buzet - Sveti Ivan, Oprtalj - Sveti Ivan, Višnjan - Sveti Lovreč Labinski - Sveti Lovreč Pazenatički - Sveti Martin, Buzet - Sveti Petar u Šumi - Svetvinčenat -

## Š
Šajini - Šarići - Šegotići - Šeraje - Šivati - Šišan - Škopljak - Škropeti - Škuljari - Šorgi - Šorići - Šterna - Štifanići - Štokovci - Štrmac - Štrped - Štuti - Šumber - Šušnjevica - Šušnjići - Šćulci - 

## T
Tadini - Tar - Tinjan - Tomišići - Topid - Trget - Trgetari - Triban - Trstenik - Trviž - Tupljak - 

## U
Ugrini - Umag - 

## V
Vabriga - Vadediji - Vadreš - Valbonaša - Valentići - Valica - Valkarin - Valtura - Vardica - Varoš - Vejaki - Vela Traba - Veleniki - Veli Golji - Veli Mlun - Veli Turini - Veliki Vareški - Velići - Veljaki - Vidulini - Vilanija - Vinež - Vinkuran - Vintijan - Viškovići - Višnjan - Vižinada - Vižintini - Vižintini Vrhi - Vodice - Vodnjan - Vozilići - Vošteni - Vranići Kod Višnjana - Vranja - Vrbani - Vrećari - Vrh Lašići - Vrh - Vrhjani - Vrsar - Vrvari - Vržnaveri - 

## Z
Zabrežani - Zagorje - Zajci - Zamask - Zamaski Dol - Zambratija - Zankovci - Zarečje - Zatka Čepić - Završje - Zeci - Zgrabljići - Zoričići - Zrenj - 

## Ž
Žagrići - Žbandaj - Želiski - Ženodraga - Žikovići - Žminj - Žnjidarići - Žonti - Žudetići - Žuntići - Županići - Žužići, Tinjan - Žužići, Višnjan - 